# Pazo de Castro Monteagudo
El Pazo de Castro Monteagudo, es un pazo barroco del siglo XVIII situado en la calle Pasantería, junto a la plaza de la Leña de la ciudad española de Pontevedra en pleno casco histórico.

## Historia
El pazo de Castro Monteagudo fue construido en 1760, según consta en un documento en latín hallado durante su rehabilitación. Su promotor y propietario fue José de Castro Monteagudo, primer auditor de la provincia marítima de Pontevedra.
Posteriormente, en el piso superior se instaló la escuela de niños y en el inferior la tienda La Imperial, el restaurante La Flor y un taller de carpintería.
En 1928, el Museo de Pontevedra compró el pazo a su propietario Casimiro Gómez Cobas por 52.000 pesetas para instalar el museo. Este pazo se convirtió en su primera sede. Castelao, mecenas fundador del museo, participó en la elaboración del proyecto para la remodelación del pazo y su adaptación a museo: dibujó varios diseños para la distribución interior y para el balcón superior, que aún se conservan. El edificio se abrió al público como museo el 10 de agosto de 1929.
Las obras de ampliación del pazo comenzaron en abril de 1936. La parte con arco que lo comunica con el pazo de García Flórez se añadió en 1943, según el proyecto del arquitecto Robustiano Fernández Cochón, que también se encargó de incorporar una torre al pazo.

## Descripción
Este palacete urbano presenta una fachada principal a la calle Pasantería de líneas austeras, con dos ventanas y una puerta central con balcón en el piso superior y una puerta de entrada en el centro y otras dos ventanas en la planta baja.
En la fachada sur destaca un balcón pétreo sostenido por grandes modillones sobre los que se apoyan tres columnas de piedra que sostienen el tejado. Al final de esta fachada, el pazo tiene una torre con varias ventanas y un balcón que fue añadido en 1943, así como un escudo de piedra de Pontevedra. En la fachada que da al jardín interior también se puede ver el escudo de Pontevedra. El pazo tiene 739 metros cuadrados de superficie construida.
El edificio alberga colecciones de arqueología, platería prerromana y romana y pintura gótica, renacentista y barroca española, italiana y flamenca de los siglos XV al XVIII. Se exponen cuadros de Pedro Berruguete, Juan Correa de Vivar, Eugenio Cajés y Juan Pantoja de la Cruz, entre otros.
Tras su reforma aprobada en 2022, los espacios interiores serán diáfanos y libres de obstáculos, quedando únicamente los muros de carga originales que le darán un aspecto unificado. El pazo contará además con una amplia conexión subterránea con el pazo de García Flórez.

## Galería de imágenes

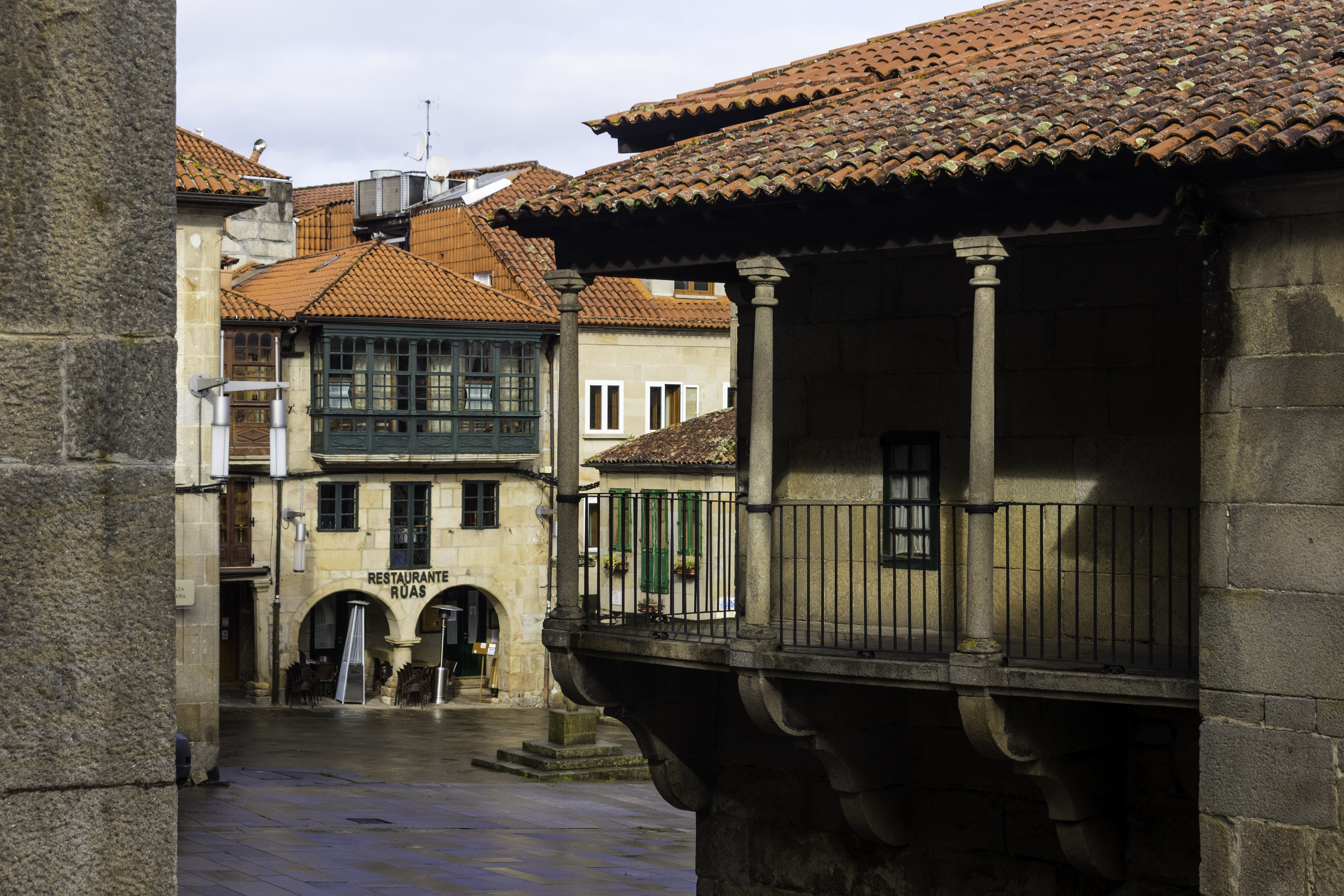
Balcón y modillones en la fachada sur
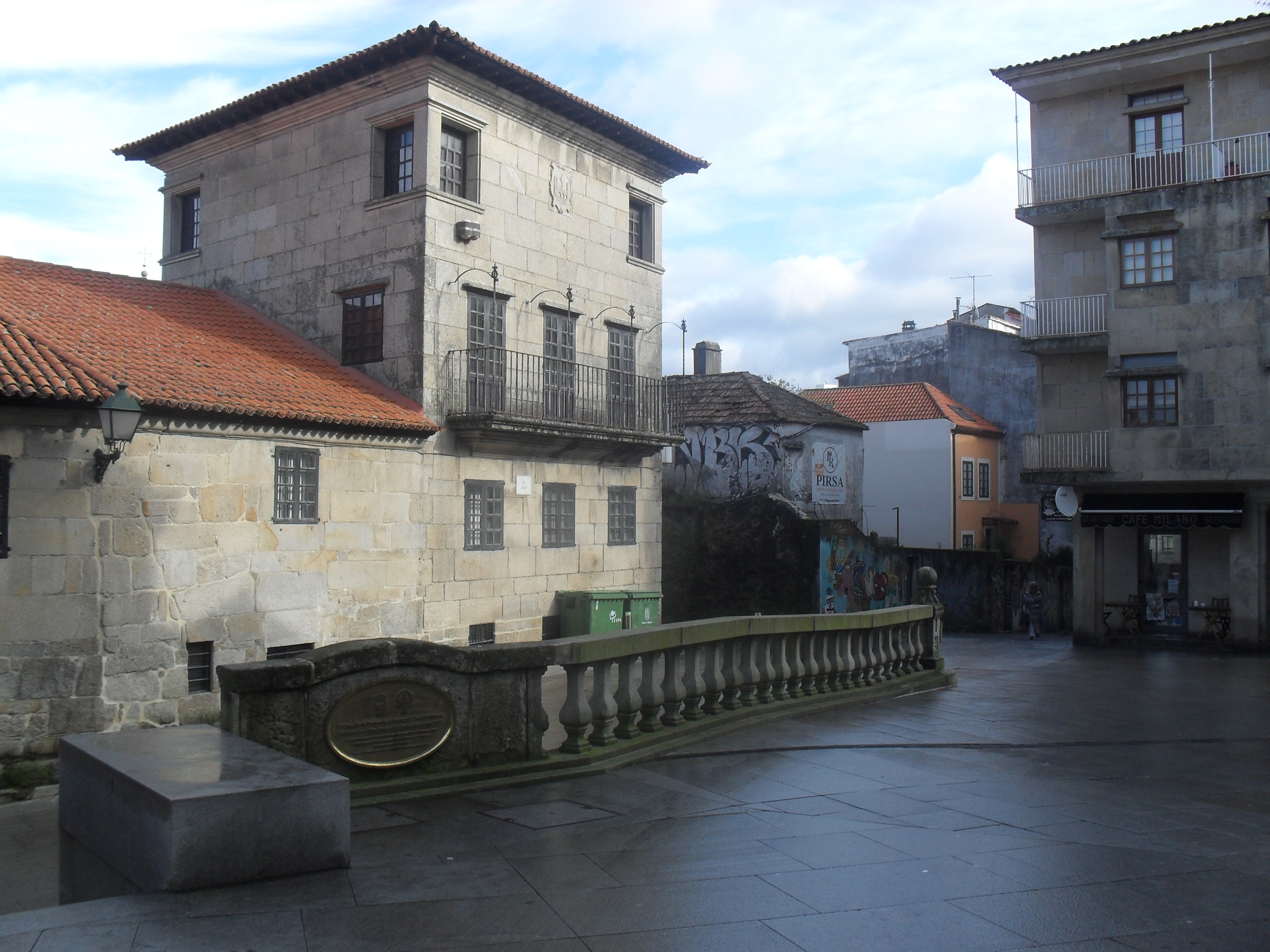
Torre
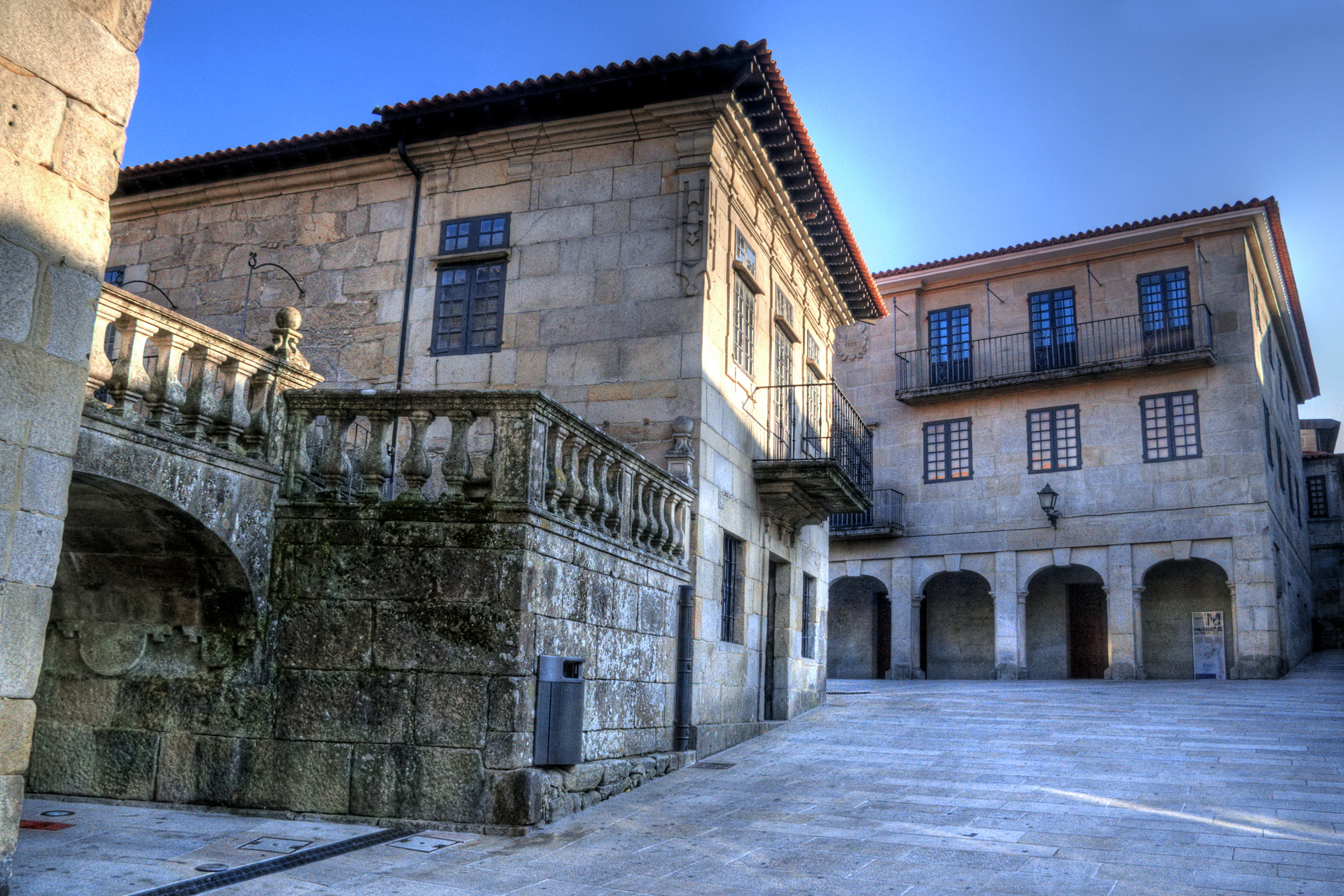
Arco y puente añadido en 1943
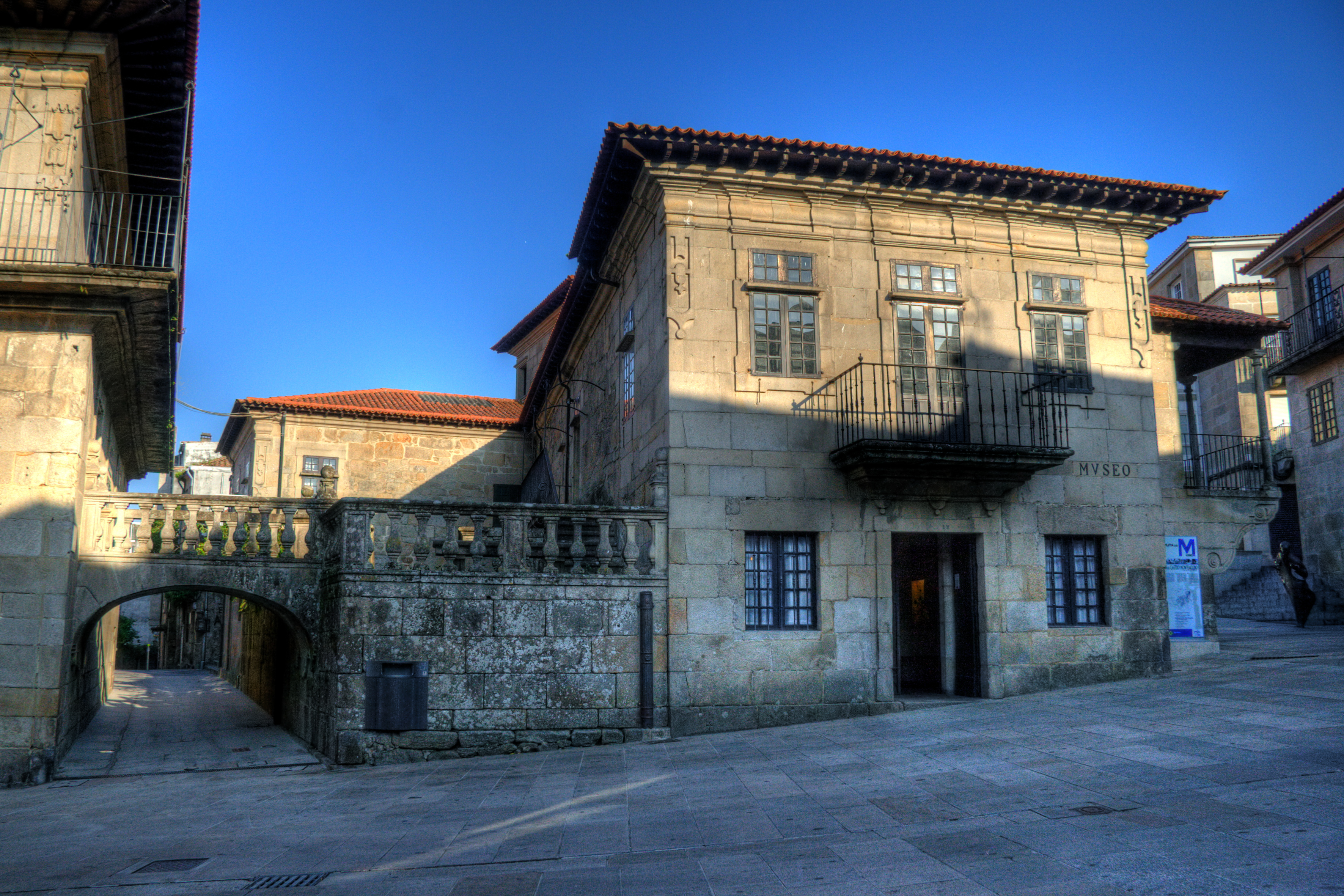
Fachada principal
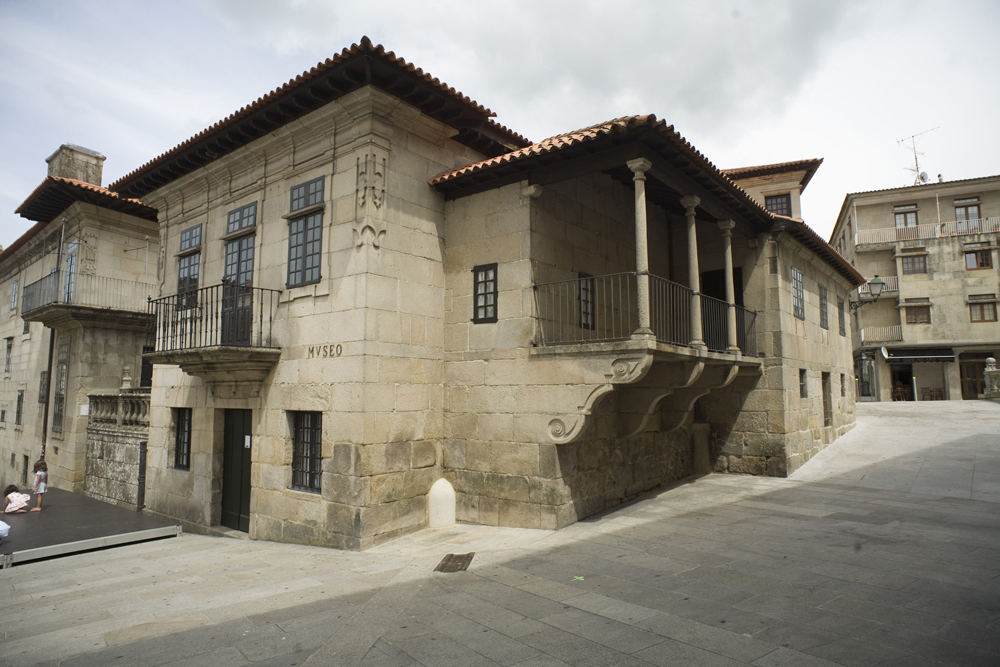
Fachada y balcón
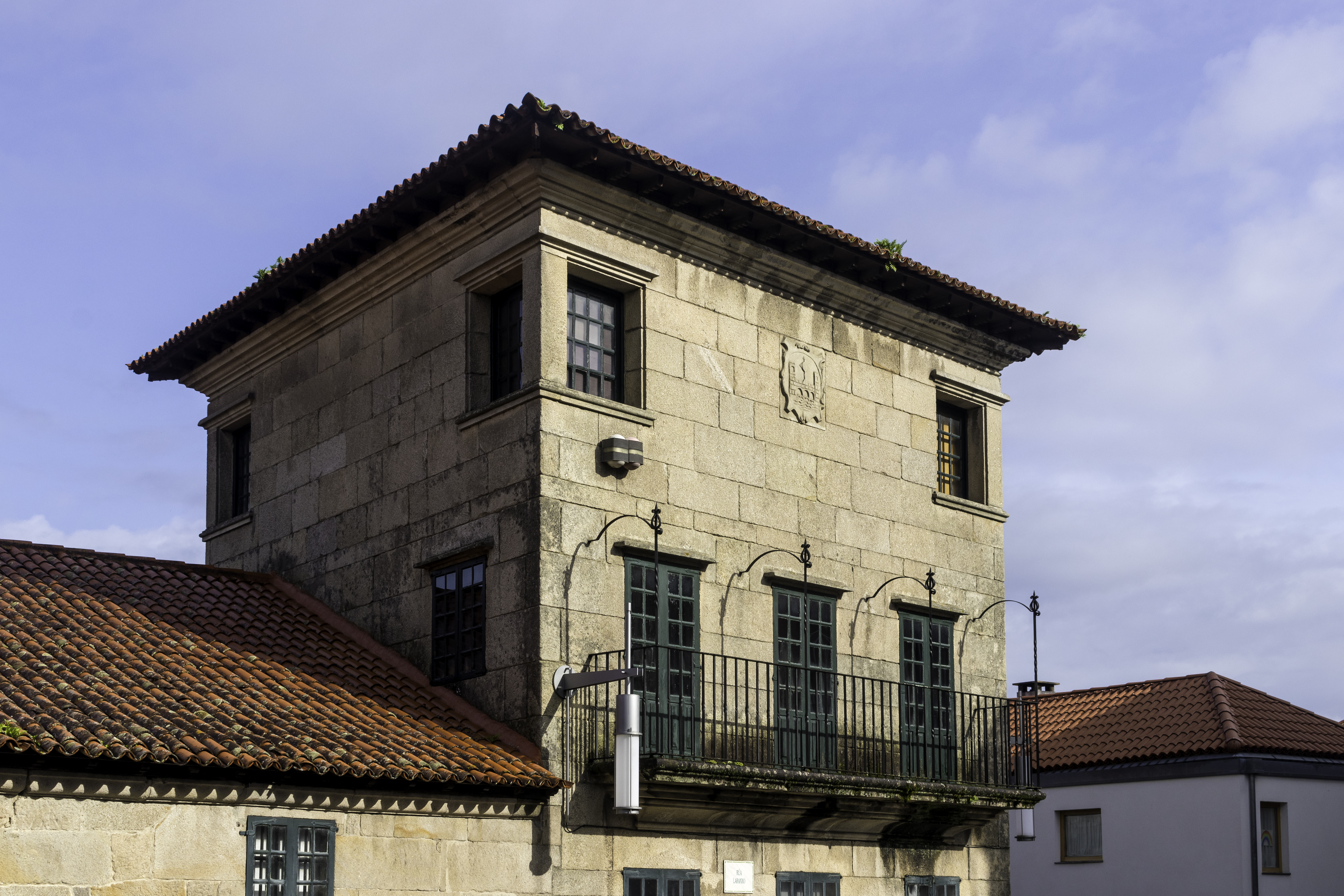
Torre
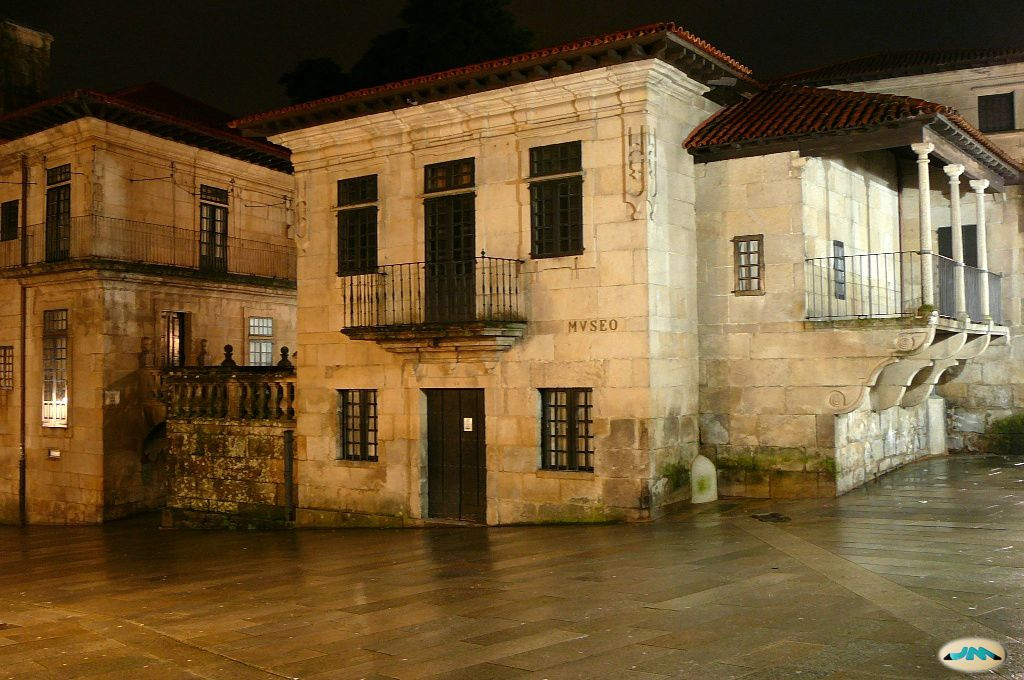
El pazo de noche
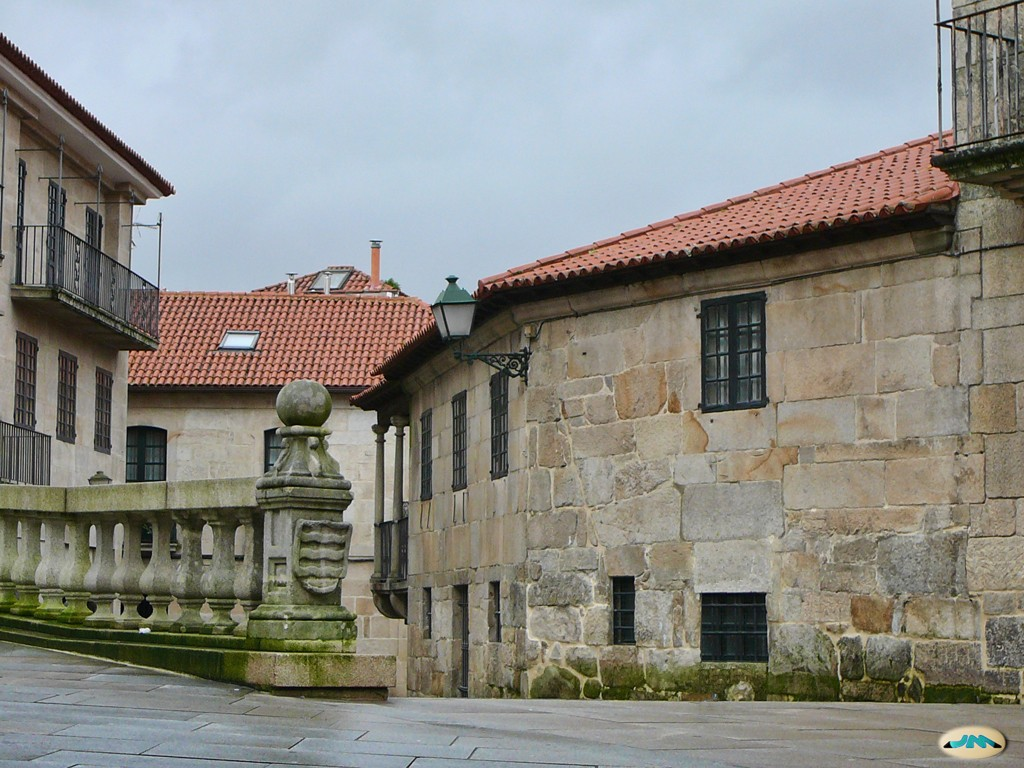
Fachada sur
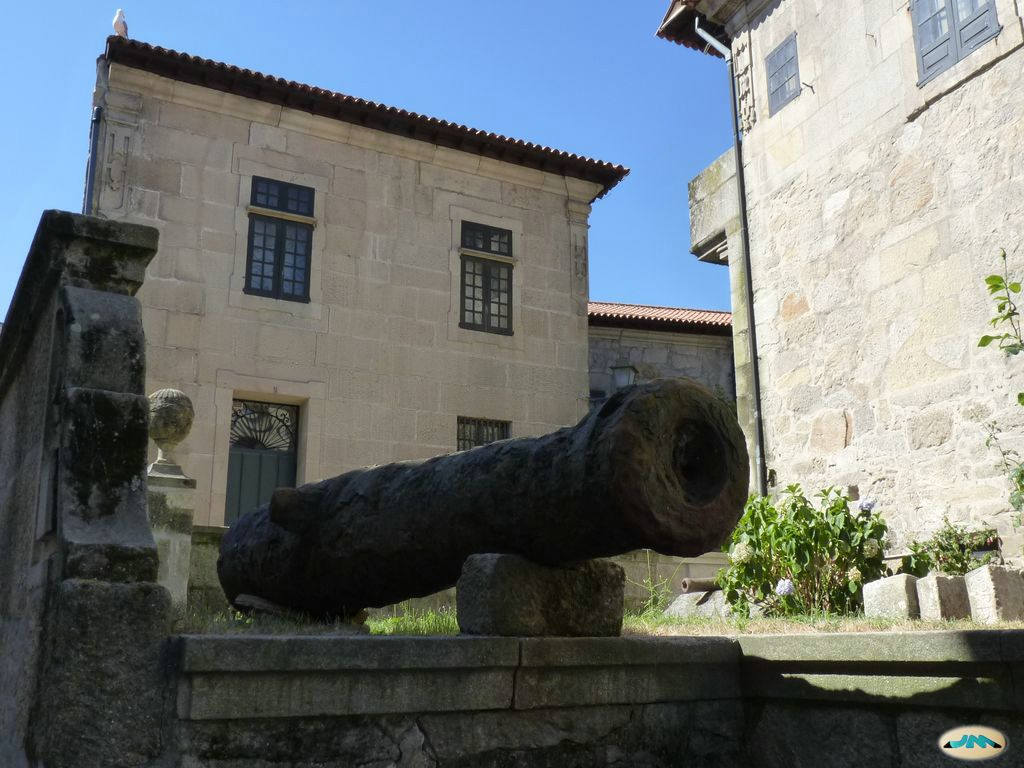
Fachada norte
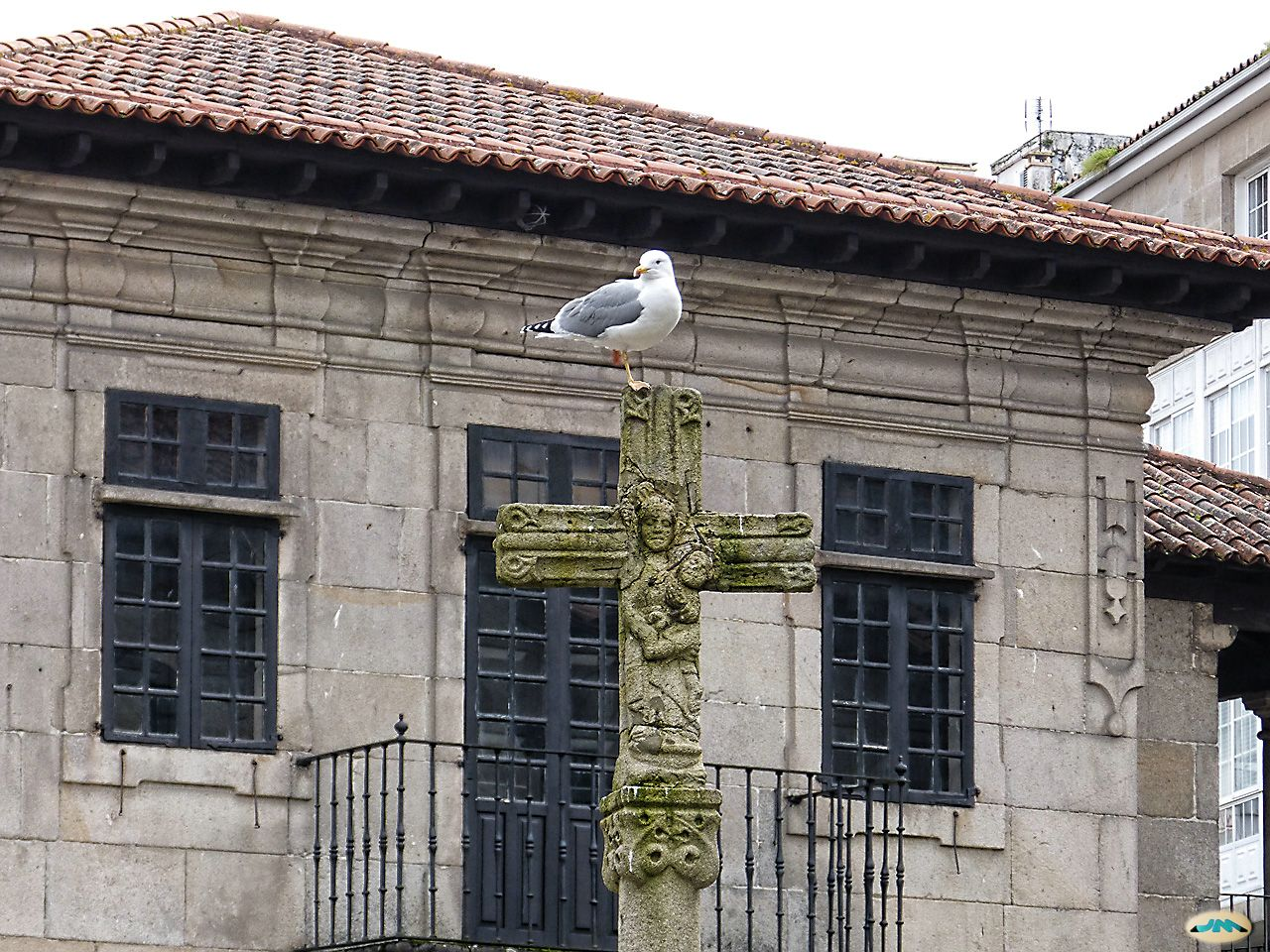